# Oren Koules
Oren Koules (* 31. Januar 1961 in La Grange, Illinois) ist ein ehemaliger US-amerikanischer Eishockeyspieler und jetziger -funktionär, sowie Filmproduzent. Bekannt wurde er vor allem durch die Filmreihe Saw, die von seiner Produktionsfirma produziert wird.

## Karriere

### Als Eishockeyspieler
Oren Koules begann seine Karriere als Eishockeyspieler in der kanadischen Juniorenliga Western Hockey League, in der er von 1979 bis 1982 für die Portland Winter Hawks, Great Falls Americans, Medicine Hat Tigers, Spokane Flyers, Calgary Wranglers  und Brandon Wheat Kings aktiv war. Bei den Great Falls Americans, die vorzeitig in ihrer Premierensaison den Spielbetrieb einstellten, hält er mit neun Treffern den Rekord als bester Torschütze in der Franchise-Geschichte. Gegen Ende der Saison 1981/82 bestritt der Flügelspieler zudem ein Spiel für die Saginaw Gears in der International Hockey League. Die Saison 1982/83 verbrachte er schließlich in der Atlantic Coast Hockey League bei den Virginia Raiders und Hampton Roads Gulls (bei denen er u. a. mit dem späteren NHL-Trainer John Tortorella zusammen spielte), zu einer langfristigen Profikarriere in einer der großen Eishockeyligen reichte es jedoch nicht, sodass er anschließend seine Karriere beendete.

### Als Filmproduzent
Im Jahr 1998 gründete Oren Koules zusammen mit Mark Burg die Firma Evolution Entertainment, welche TV-Filme und Serien produziert. Sechs Jahre später gründete er zusammen mit Burg und Gregg Hoffman die Produktionsfirma Twisted Pictures, die schließlich die Produktion der erfolgreichen Saw-Filmreihe übernahm, in der er in zwei Teilen als Statist selbst vor der Kamera stand. Darüber hinaus ist Koules als Executive Producer für die Comedy-Serie Two and a Half Men tätig. Für die Produktion von Saw erhielt Koules 2007 zusammen mit seinem Firmenpartner Burg den ShoWest Award in der Kategorie Exzellente Produktion. Weitere bekannte Filme, die von Koules produziert wurden, sind Good Advice – Guter Rat ist teuer (2001) und Mrs. Winterbourne (1996).
Für seine Beteiligung an dem Film Dumm und dümmerer erhielt er 2004 zusammen mit den anderen Produzenten des Films den Negativpreis Goldene Himbeere für das schlechteste Remake des Jahres.

### NHL-Teambesitzer
Im Sommer 2008 erwarb er zusammen mit dem ehemaligen kanadischen Eishockeyspieler Len Barrie über die Gesellschaftergruppe OK Hockey, deren Vorsitz er übernahm, die Rechte am NHL-Franchise der Tampa Bay Lightning für etwa 206 Millionen US-Dollar. 2010 verkaufte die OK Hockey das Franchise an den Unternehmer Jeff Vinnik.

## Filmografie (Auswahl)
- 1996: Mrs. Winterbourne
- 1996: Set It Off
- 2001: Good Advice – Guter Rat ist teuer (Good Advice)
- 2002: John Q – Verzweifelte Wut (John Q)
- 2003: Dumm und dümmerer (Dumb and Dumberer: When Harry Met Lloyd)
- 2004: Saw
- 2005: Saw II
- 2006: Saw III
- 2007: Dead Silence
- 2008: Repo! The Genetic Opera
- 2008: Saw V
- 2009: Saw VI
- 2010: Saw 3D – Vollendung
- 2017: Jigsaw
- 2021: Saw: Spiral (Spiral: From the Book of Saw)
- 2023: Saw X